# Marie Delaporte
Pour les articles homonymes, voir Delaporte.
Répertoire
- La Question d'argent d'Alexandre Dumas fils
- Le Fils naturel d'Alexandre Dumas fils
- Un caprice d'Alfred de Musset
- L'Ami des femmes d'Alexandre Dumas fils

Marie Delaporte, née le 27 septembre 1838 à Paris, où elle est morte le 5 janvier 1910, est une comédienne française de théâtre.

## Biographie
Née à Paris et originaire de Montgeron, dans une famille de vieille souche implantée dans la commune depuis 1650, ses parents étaient négociants et ses grands-parents artisans.
Ne pensant qu'à jouer la comédie, elle va passer deux années au Conservatoire d'art dramatique de Paris et commence à jouer en 1854, à l'âge de seize ans au Théâtre du Gymnase des pièces d'auteurs célèbres : Émile Augier, Alexandre Dumas fils, Henri Meilhac, George Sand, Victorien Sardou, Eugène Scribe, Alfred de Musset, etc.
Entre 1855 et 1868, elle joue une vingtaine de pièces et se partage entre la scène de la Comédie-Française et le Théâtre du Gymnase.
Elle joue devant Napoléon III et l'impératrice Eugénie à Compiègne ou encore devant les cours européennes à Baden-Baden ou Bruxelles.
Débordant de vitalité, malgré sa petite taille, c'est une actrice travailleuse et elle a une mémoire étonnante, ne mettant que quarante-huit heures pour apprendre son rôle de Mathilde dans Un caprice de Musset. Elle charme son public parisien grâce à son talent qui lui fait un franc succès. En mars 1862, elle dîne chez Magny en compagnie de sa mère, de George Sand, Maillard, Marchal, M. et Mme Borie, Marie Lambert, Fromentin.
Elle entretient des liens d'amitiés avec George Sand et Charles Gounod.
Le 28 mars 1867, elle dîne en compagnie d'un ami Pierre chez George Sand qui avait noté dans ses Carnets que Minette jouait le rôle de Jeannine dans la pièce de Dumas Les Idées de madame Aubray. Le 20 septembre 1867, George Sand nous apprend dans ses Carnets qu'elle reçoit jusqu'à deux heures du matin Madame Rousseau, Henri Favre, Arrault, Ulbach, Arthur Ranc, Marie Delaporte qui lui écrit d'aller dîner avec elle et Gustave Baugrand, joaillier au 19, rue de la Paix, son riche protecteur, chez Magny. Ils passent la chercher  sous un orage effroyable.
Le 3 octobre 1867, elle est invitée en compagnie de George Sand, Olga, Victorien Sardou et Harisse, dont George Sand note qu'il est amoureux de toutes les femmes.
Une idylle platonique avec Alexandre Dumas fils se terminera par une séparation douloureuse, Marie Delaporte y mettant fin en octobre 1868, quittant la France pour rejoindre la troupe du Théâtre Français et jouer au Théâtre Michel de Saint-Pétersbourg. Elle ne reviendra en France qu'en 1874.
Il existe un tableau intitulé Portrait de Mme D datant de 1867 du célèbre peintre Alfred Stevens, qui présente une grande ressemblance avec les photos de Marie Delaporte. La proximité entre le peintre et Alexandre Dumas fils qui fut son témoin de mariage, ainsi que l'idylle platonique entre l'actrice et l'auteur dont la période correspond à la datation du tableau, permet d'avancer l'hypothèse que ce portrait pourrait être celui de Marie Delaporte, même si le modèle du tableau n'a pu être à ce jour formellement identifié.

## Carrière au théâtre
- 1856 : Les Toilettes tapageuses, comédie en 1 acte de MM. Dumanoir (1806-1865) et Théodore Barrière (1823-1877), théâtre du Gymnase le 4 octobre 1856
- 1857 : La Question d'argent d'Alexandre Dumas fils
- 1858 : Le Fils naturel d'Alexandre Dumas fils
- 1862 : Le Pavé de George Sand, avec les acteurs Pierre-Chéri Lafont (1797-1873), Pierre Berton (1842-1912), Marie Delaporte, Anna Chéri-Lesueur (1826-1912)
- 1864 : L'Ami des femmes d'Alexandre Dumas fils
- 1868 : avec Adélaïde Ristori dans Marie Stuart de Friedrich von Schiller
- Un caprice d'Alfred de Musset, reprise

## Iconographie
- Anonyme, Portrait de Marie Delaporte publiée dans le MontgeronMag, no 194, février 2014
- Auguste Charpentier (1813-1880), Portrait de Marie Delaporte, huile sur toile[réf. nécessaire]
- Disdéri, Marie Delaporte dans le rôle d'Adélaïde Ristori dans “Marie Stuart”, 1869, photographie[réf. nécessaire]

## Archives
- Institut de France : 12 juin 1862-24 février 1886, manuscrit 4483/pièces 378-387
  - À madame Gaston Bonet-Maury,  manuscrit 7327/F.118-118bis
  - Lettres à Émile Augier, manuscrit Lov. D.639bis, 34 feuillets